# 福西特 (密蘇里州)
福西特（英語：Faucet）是位於美國密蘇里州布坎南縣的普查規定居民點。

## 歷史
福西特的郵局自1891年營運至今。

## 人口
根據2020年美國人口普查的數據，福西特的面積為2.56平方千米，皆為陸地。當地共有人口248人，而人口密度為每平方千米96.88人。